# Fort Madison
Fort Madison és una població dels Estats Units a l'estat d'Iowa. Segons el cens del 2000 tenia 10.715 habitants.

## Demografia
Segons el cens del 2000, Fort Madison tenia 10.715 habitants, 4.617 habitatges, i 2.876 famílies. La densitat de població era de 449,2 habitants/km².
Dels 4.617 habitatges en un 28,2% hi vivien nens de menys de 18 anys, en un 46,7% hi vivien parelles casades, en un 11,8% dones solteres, i en un 37,7% no eren unitats familiars. En el 33,2% dels habitatges hi vivien persones soles el 15,8% de les quals corresponia a persones de 65 anys o més que vivien soles. El nombre mitjà de persones vivint en cada habitatge era de 2,27 i el nombre mitjà de persones que vivien en cada família era de 2,87.
Per edats la població es repartia de la següent manera: un 23,6% tenia menys de 18 anys, un 8,4% entre 18 i 24, un 26,1% entre 25 i 44, un 23,1% de 45 a 60 i un 18,8% 65 anys o més.
L'edat mediana era de 40 anys. Per cada 100 dones de 18 o més anys hi havia 86,3 homes.
La renda mediana per habitatge era de 34.318 $ i la renda mediana per família de 42.067 $. Els homes tenien una renda mediana de 32.530 $ mentre que les dones 21.170 $. La renda per capita de la població era de 18.124 $. Entorn del 9,8% de les famílies i el 12,2% de la població estaven per davall del llindar de pobresa.

## Poblacions més properes
El següent diagrama mostra les poblacions més properes.